# На чужом празднике
«На чужом празднике» — советский фильм-драма режиссёра Владимира Лаптева, снятый в 1981 году.

## Сюжет
Уральский городок Волчанск. Мать девятиклассницы Нади Аверьяновой решает вступить в брак со своим бывшим одноклассником — ныне майором пограничных войск Виктором Кондратьевым, после чего уезжает к месту службы мужа. Однако Наде выбор матери совершенно не нравится, и она, в свою очередь, одна едет к морю. Сперва жизнь девушки выглядит как праздник, однако скоро деньги заканчиваются, новый приятель уезжает к себе домой, и Наде надо как-то выживать. С большим трудом ей удаётся устроиться горничной в гостиницу. Позже девушка встречает свою безбашенную подругу Лариску, и красивая жизнь продолжается, что приводит к закономерным проблемам. Однажды во время морской прогулки она знакомится с парнем, который представляется радистом с торгового судна. Вечером он приглашает её к себе и начинает приставать. Надю спасает лишь внезапное возвращение соседа радиста. Девушка выбегает на улицу и попадает под ливень. Ей приходится ночевать на улице.
Капитан милиции Токмакова приходит с проверкой в комнату, которую снимают Надя и Лариса. Она отчитывает их за асоциальное поведение и предупреждает о возможных печальных последствиях. В разговоре с Надей Лариса рассказывает, что она из неблагополучной семьи, отец её пьёт и избивает родных. Она совершенно не хочет возвращаться домой и не имеет определенных планов на будущее.
Девушки решают устроить прощальный ужин. Во время застолья в ресторане Надю приглашает танцевать вахтовик из Хатанги и во время танца читает ей нотацию. Вечеринка заканчивается пьяной дракой, и Надя вынуждена бежать из ресторана.
1 сентября, все идут в школу, а у Нади даже нет денег вернуться домой. Тем временем Токмакова выясняет, что девушка находится в розыске и сообщает о её местонахождении. Мать Нади приезжает к дочери. В финальной сцене девушка прощается с Лариской, которая собирается на пароходе «Адмирал Нахимов» плыть в Одессу.

## В ролях
- Надежда Горшкова — Надежда Аверьянова
- Марина Левтова — Лариска
- Людмила Крячун — мать Нади
- Леонид Дьячков — Виктор Иванович Кондратьев, отчим Нади
- Елизавета Кузюрина — тётя Лиза
- Никита Померанцев — Андрей
- Валерий Леонтьев — Олег
- Игорь Игнатов — Виктор
- Михаил Пазников — Костя
- Любовь Полищук — камео
- Валентина Талызина — Нина Андреевна Токмакова, инспектор по делам несовершеннолетних
- Марина Гаврилко — Марья Степановна, хозяйка дома
- Юрий Мороз — студент Дима
- Любовь Мышева
- Игорь Пушкарёв